# 1240 w polityce

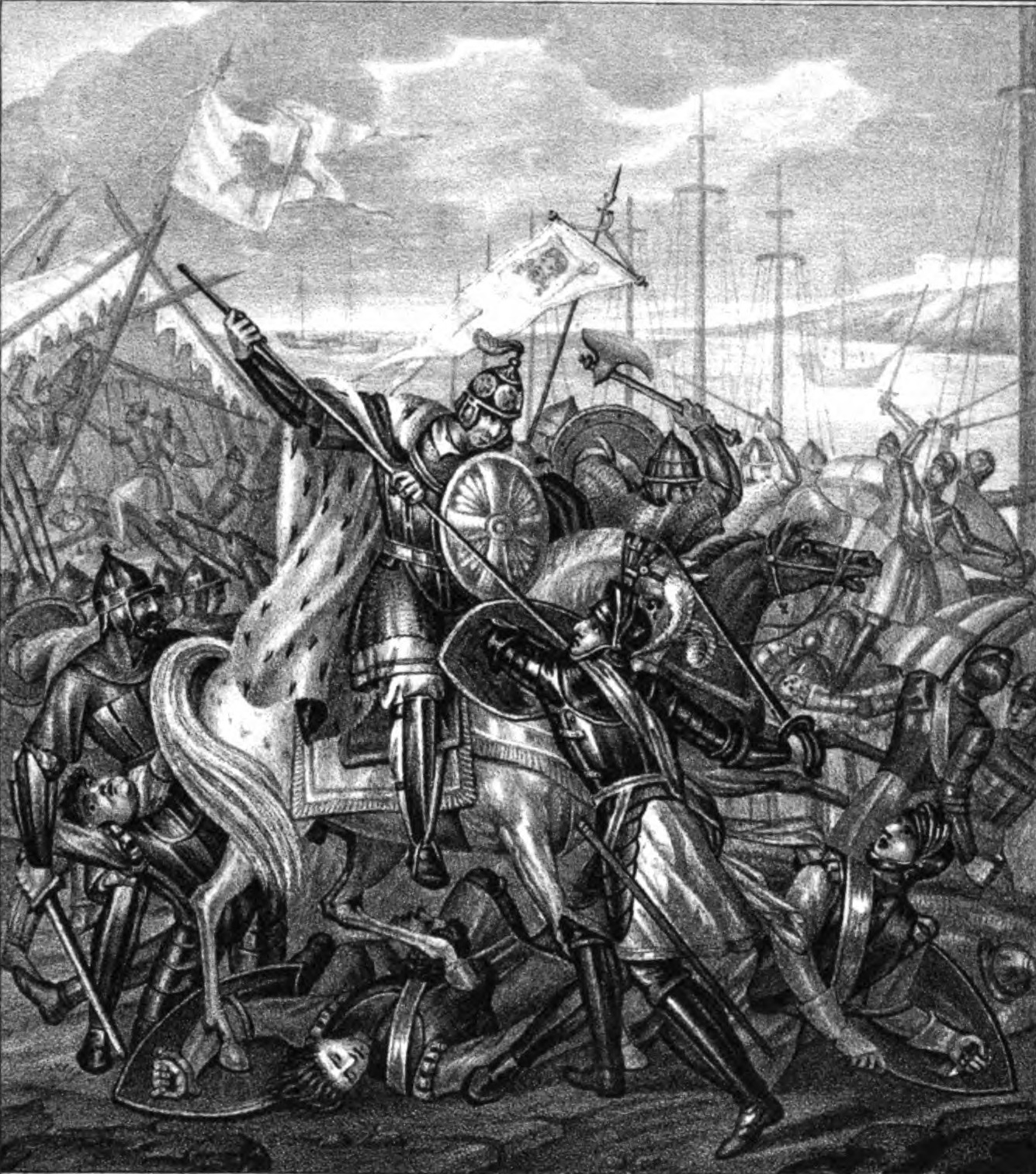
Boris Czorikow, Bitwa nad Newą

Wydarzenia polityczne w 1240 roku.

## Wydarzenia
- 15 lipca Bitwa nad Newą. Książę Aleksander pokonał Szwedów. Na pamiątkę tego wydarzenia otrzymał przydomek Newski[1].
- Mongołowie zdobyli Kijów[2].

## Urodzili się
- Nicollo Boccasini, późniejszy papież Benedykt XI[3].

## Zmarli
- 27 maja William de Warenne, angielski baron wierny królowi Jana bez Ziemi[4].
- 24 lipca Konrad von Thüringen, wielki mistrz zakonu krzyżackiego[5].
- 4 sierpnia Ludmiła Przemyślidka, księżna bawarska[6].
- Razijja ud-din Sultana, władczyni Sułtanatu Delhijskiego[7].